# Consigliere di legazione
Il consigliere di legazione è il secondo grado della carriera diplomatica in Italia.
Dopo aver mantenuto il grado di segretario di legazione per almeno 10 anni, una apposita commissione valuta l'avanzamento. Il consigliere di legazione può svolgere le funzioni di Consigliere presso rappresentanza diplomatica, Console presso consolato generale di 1ª classe, Capo di consolato di 1ª classe. Durante la permanenza nel grado il consigliere svolgere un periodo di servizio al Ministero degli Esteri (2-3 anni) e poi prosegue con una nuova destinazione all'estero (3-4 anni). Dopo almeno 4 anni con questo grado, può aspirare al grado superiore di Consigliere di ambasciata.